# Бугульма (аеропорт)
Аеропорт Бугульма (тат. Бөгелмә Аэропорты, трансліт. Bögelmä Aeroportı; рос. Аэропорт Бугульма) (IATA: UUA, ICAO: UWKB) — аеропорт однойменного міста в Республіці Татарстан. Заснований в 1937 році.
Базовий аеропорт авіакомпанії АТ «ЮВТ АЕРО».

## Опис
Аеропорт розташовано на відстані 8 км на північ від міста Бугульма.
Аеропорт обслуговує також міста: Леніногорськ (21 км), Альметьєвськ (42 км), Азнакаєво (29 км), Октябрський (46 км).
З аеропорту здійснюються регулярні і чартерні рейси в регіони європейської частини Росії та західного Сибіру.
Аеропорт має сучасну інфраструктуру, до якої входить новий аеровокзал з пропускною спроможністю понад 50 осіб на годину, збудований у березні 2010 року, VIP-зала, готель, кафе, зона відпочинку для пасажирів.
Для обслуговування і ремонту як вітчизняної авіаційної техніки — Як-40, Ан-24, так і іноземної — Bombardier CRJ200 і Bombardier Challenger 604/605, в аеропорту є авіаційно-технічна база, оснащена всім сучасним обладнанням, і реконструйований опалювальний ангар на два літака.

## Типиповітряних суден, які приймає аеропорт
Ан-2, Ан-3, Ан-12, Ан-24, Ан-28, Ан-32, Ан-72, Ан-74, Л-410, Як-40, ATR 42, ATR 72, Bombardier CRJ 100 / 200, Cessna Grand Caravan, Diamond-40, Diamond-42 і всі легкі, вертольоти всіх типів.

## Злітно-посадкові смуги

### Основна ЗПС 01/19
Наразі використовується ЗПС 01/19 зі штучним покриттям з асфальтобетону розмірами 2000×42 м. Курс посадки становить 12° і 192° відповідно. Спочатку смуга мала розміри 1600×40 м, але в 2005 році її подовжили на 400 метрів.
Злітно-посадкова смуга класу Г, обладнана світлосигнальним обладнанням ОМІ М2 «Світлячок».

### Недобудована ЗПС
На південний схід від діючої ЗПС паралельно їй розташована недобудована ЗПМ розмірами 2870×45 м. Будівництво нової ЗПС почалося в 1987 році, але проєкт заморозили в 1990 році через брак фінансування. Передбачалося, що по завершенні будівництва аеропорт зможе приймати важчі літаки (Ту-154, Як-42 і їм подібні).
У 1990-х роках сталося кілька інцидентів, коли екіпажі літаків Як-40 помилково сприймали довшу і чорну (на ній наявний лише один шар асфальту) недобудовану смугу за основну діючу і здійснювали на ній посадку. На щастя, посадки були успішними, і ніхто не постраждав. Після цих інцидентів на смугу через кожні 200 м нанесли білі хрести, які означають, що смуга закрита для зльоту і посадки. Диспетчери попереджають екіпажі повітряних суден, які заходять на посадку, про закриту недобудовану ЗПС, паралельну до основної.

## Статистика
| Рік            | 2014 | 2015 | 2016 | 2017 | 2018 | 2019 |
| тис. пасажирів | 58,8 | 24,9 | 51,6 | 54,0 | 43,2 | 45,7 |
| Джерела:       |      |      |      |      |      |      |

Див. джерело запитів Вікіданих та джерела.

## Авіалінії та напрямки
| Авіакомпанія | Пункт призначення                                              |
| ------------ | -------------------------------------------------------------- |
| UVT Aero     | Москва–Домодєдово, Нижньовартовськ, Сочі, Ст Петербург, Сургут |

## Інциденти
- 2 березня 1986 року поблизу аеропорту зазнав катастрофи літак Ан-24 Б з бортовим номером СРСР-46423 Биковського ВАТ, який прямував за маршрутом Москва (Биково) — Бугульма. Екіпаж виконував захід на посадку з посадковим курсом 192° правим доворотом. Перед входом у глісаду, через секунду після випуску закрилків, повітряний гвинт лівого двигуна мимовільно перейшов у стан флюгування. Літак нахилився вліво і почав розворот у той же бік, втратив швидкість і зіткнувся з поверхнею землі за 8 км від ЗПС і за 500 м від її осі. 34 пасажири та 4 члени екіпажу, які перебували на борту літака, загинули. За висновками державної комісії, причинами катастрофи стали: мимовільне флюгування ВВ через відмову мікровимикача датчика автоматичного флюгування (ДАФ) по вимірювачу крутного моменту (ВКМ) і вимикання лівого двигуна, помилка в техніці пілотування, яка призвела до втрати швидкості і падіння[5].

- 26 листопада 1991 року в аеропорту зазнав катастрофи літак Ан-24РВ з бортовим номером СРСР-47823 Казанського ВАТ, який прямував за маршрутом Нижньовартовськ — Бугульма. При заході на посадку вночі, в умовах обмерзання, екіпаж не ввімкнув систему протиобледеніння крил і стабілізатора, в результаті чого вони покрилися льодом товщиною до 15 мм. Через помилки екіпажу літак значно відхилився від глісади, а при спробі відходу на друге коло літак увійшов до зривного режиму на малій висоті і під кутом 75-80° носом зіткнувся з землею за 802 м після прольоту торця ЗПС і за 598 м праворуч від неї. 4 члени екіпажу і 37 пасажирів, які перебували на борту, загинули[5].